# 鳥取県道326号大山高原スマートインター線
鳥取県道326号大山高原スマートインター線（とっとりけんどう326ごう だいせんこうげんスマートインターせん）は、鳥取県西伯郡伯耆町を通る一般県道である。

## 概要
西伯郡伯耆町吉長から西伯郡伯耆町久古に至る。鳥取県道53号淀江岸本線と米子自動車道 大山高原SICを結ぶ路線。

### 路線データ
本線
- 起点：西伯郡伯耆町吉長（伯耆町役場交差点、鳥取県道36号名和岸本線・鳥取県道284号大山寺岸本線終点、鳥取県道53号淀江岸本線交点）
- 終点：西伯郡伯耆町久古（米子自動車道 大山高原SIC上り線）

支線
- 起点：西伯郡伯耆町久古（鳥取県道326号大山高原スマートインター線本線交点）
- 終点：西伯郡伯耆町岸本（米子自動車道 大山高原SIC下り線）

## 歴史
- 2009年（平成21年）11月10日 - 鳥取県告示第679号により鳥取県道326号大山スマートインター線として認定される[1]。
- 2011年（平成23年）
  - 3月1日 - 鳥取県告示第104号により鳥取県道326号大山高原スマートインター線に改称する[2]。
  - 6月30日 - 大山高原SICが供用開始。
- 2022年（令和4年）3月31日 - 鳥取県告示第153号により西伯郡伯耆町吉長・伯耆町役場交差点 - 西伯郡伯耆町久古・伯耆町道岸本大原線交点間が鳥取県道36号名和岸本線・鳥取県道284号大山寺岸本線との重複区間となった[3]。

## 路線状況

### 重複区間
- 鳥取県道36号名和岸本線・鳥取県道284号大山寺岸本線（西伯郡伯耆町吉長・伯耆町役場交差点（起点） - 西伯郡伯耆町久古）

## 地理

### 通過する自治体
- 鳥取県
  - 西伯郡伯耆町

### 交差する道路
| 交差する道路 | 交差する場所 | 交差する場所                                                                                                 |
| --- | ------------ | --- |
| 鳥取県道36号名和岸本線 重複区間起点 鳥取県道53号淀江岸本線 鳥取県道284号大山寺岸本線 重複区間起点                         | 吉長         | 伯耆町役場交差点 / 起点                                                                                      |
| 鳥取県道36号名和岸本線 重複区間終点 鳥取県道284号大山寺岸本線 重複区間終点 鳥取県道326号大山高原スマートインター線 / 支線 | 久古         | |
| E73 米子自動車道 | 久古         | 5-1 大山高原SIC 上り線 / 本線終点                                                                            |
| E73 米子自動車道 | 岸本         | 5-1 大山高原SIC 下り線 / 支線終点【北緯35度23分8.1秒 東経133度25分9.5秒 / 北緯35.385583度 東経133.419306度】 |

### 交差する鉄道
- 伯備線（下岸本踏切）

### 沿線
- 伯耆町立岸本小学校（起点付近）
- 伯耆町立岸本中学校（起点付近）
- 日野川
- 伯耆町役場
- JR西日本伯備線 岸本駅